# دي إن أي (أغنية بي تي أس)
دي إن أي (بالإنجليزية: DNA)‏ هي أغنية من نوع موسيقى إلكترونية راقصة وبوب من تسجيل فرقة بي تي أس الكورية الجنوبية، صدرت في 18 سبتمبر 2017 على اليوتيوب وحققت رقما قياسيا بتخطيها حاجز مليار مشاهدة.